# 월평초등학교 황룡분교
월평초등학교 황룡분교는 대한민국 전라남도 장성군 황룡면 홍길동로 271 (아곡리)에 있었던 공립 초등학교이다.

## 연혁
- 1934년 2월 20일 : 학교 설립 기성회 조직 및 부지 기증
  - 기증자 : 만성(晩睲) 김극수(金極洙) 선생
  - 소재지 : 전라남도 장성군 황룡면 아곡리 331(아치실 마을)
- 1934년 5월 14일 : 「월평공립보통학교 부설 아곡간이학교」 설립 인가
- 1943년 4월 1일 : 「아곡공립국민학교」로 승격
- 1949년 2월 28일 : 아곡국민학교 제1회 졸업식(졸업생 41명)
- 1950년 9월 20일 : 6·25동란으로 교사(校舍) 소실
- 1957년 11월 5일 : 교사 이전 및 학교명 개칭 「황룡북국민학교」
  - 이전지 : 장성군 황룡면 아곡리 46(사호 마을)
- 1961년 4월 27일 : 추암 분교 개교
- 1963년 10월 2일 : 통안 분교 개교
- 1967년 3월 1일 : 추암 분교 추암국민학교 승격(6년)
- 1969년 10월 2일 : 와우분교 개교
- 1979년 1월 9일 : 학교명 개칭 「황룡국민학교」
- 1981년 2월 2일 : 병설유치원 인가
- 1984년 3월 1일 : 추암 분교 편입
- 1990년 3월 1일 : 와우 분교 폐교
- 1990년 9월 1일 : 통안 분교 폐교
- 1996년 3월 1일 : 학교명 개칭 「황룡초등학교」
- 1997년 2월 28일 : 추암 분교 서삼초등학교로 통·폐합
- 1999년 9월 1일 : 「월평초등학교 황룡분교」로 격하
- 2008년 2월 20일 : 제53회 졸업식(총 3,019명)
- 2008년 2월 29일 : 폐교 및 통·폐합 월평초등학교

## 상훈과 추모
- 2013년 7월 11일 : 장성 새싹꿈터(드림 투게더) 개원
- 2014년 3월 29일 : 장성 교육지원청 『아곡국민학교 유허비 및  김극수(金極洙) 선생 학교건립 공적비 건립』
- 2014년 3월 29일 : 황룡초등학교 총동문회 『모교 발전 공헌 독지가 및 지역 주민들에게 감사의 교적비 및 헌성비 건립』[1][2][3]